# Podświle

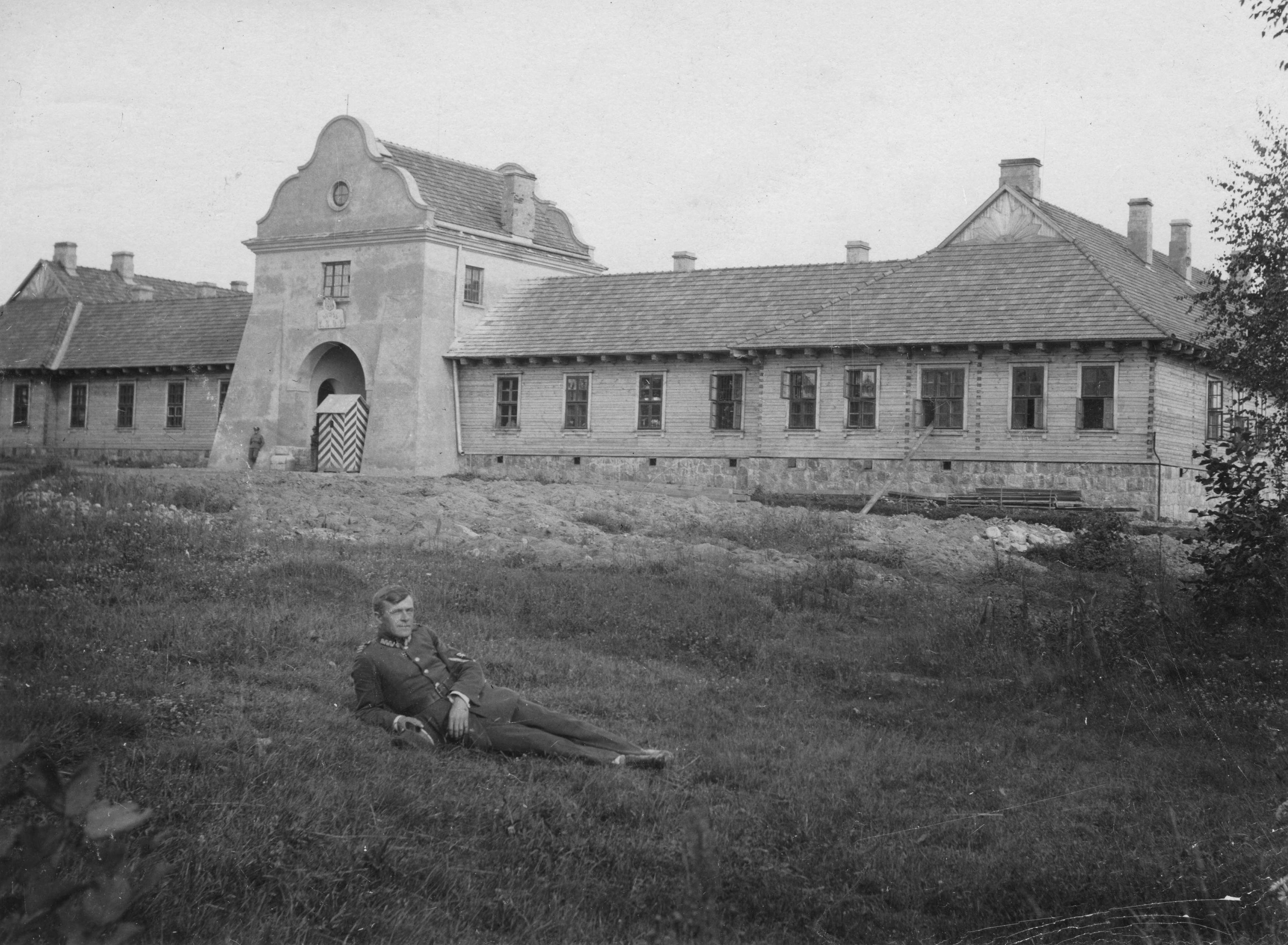
Koszary batalionu KOP "Podświle"

Podświle (biał. Падсвілле) – osiedle typu miejskiego na Białorusi na obszarze dawnej Willeńszczyzny, w obwodzie witebskim, w rejonie głębockim, na wschód od Głębokich, przy trasie linii kolejowej Wołkowysk–Lida–Mołodeczno–Połock (stacja kolejowa Podświle). 1965 mieszkańców (2016).
Siedziba parafii prawosławnej (pw. św. Jerzego Zwycięzcy) i rzymskokatolickiej (pw. Najświętszego Serca Pana Jezusa).

## Historia
W czasach zaborów osada kolejowa w gminie Plissa, w powiecie dzisieńskim, w guberni wileńskiej Imperium Rosyjskiego.
W latach 1921–1945 osada kolejowa i osada leżała w Polsce, w województwie wileńskim, w powiecie dziśnieńskim w gminie Plisa.
Według Powszechnego Spisu Ludności z 1921 roku osadę kolejową zamieszkiwało 81 osób, 36 było wyznania rzymskokatolickiego, 35 prawosławnego a 10 mojżeszowego. Jednocześnie 35 mieszkańców zadeklarowało polską, 36 białoruską a 10 żydowską przynależność narodową. Było tu 10 budynków mieszkalnych. W 1931 osadę kolejową w 24 domach zamieszkiwało 140 osób, a osadę w 11 domach 71 osób.
Wierni należeli do parafii rzymskokatolickiej w Bobrowszczyźnie i prawosławnej w m. Świła. Miejscowość podlegała pod Sąd Grodzki w Głębokiem i Okręgowy w Wilnie; znajdował się tu urząd pocztowy który obsługiwał znaczną część gminy Plisa.
Do 1945 roku wieś znajdowała się na obszarze powiatu dziśnieńskiego w województwie wileńskim II RP. Miejscowość była jednym z garnizonów macierzystych batalionu KOP „Podświle” i 7 szwadronu kawalerii KOP
Na miejscowym cmentarzu znajduje się kwatera 61 polskich żołnierzy poległych w wojnie polsko-bolszewickiej w 1920 roku, żołnierzy KOP oraz weterana powstania styczniowego. W latach 2017–2018 kwaterę odnowiono z funduszy MKiDN.
W 1995 r. w Podświlu zbudowano cerkiew prawosławną pw. św. Jerzego Zwycięzcy, która służy miejscowej parafii.

## Parafia rzymskokatolicka
Podświle jest siedzibą parafii Najświętszego Serca Pana Jezusa, w dekanacie głębockim diecezji witebskiej.